# Apamea standfussi
Apamea standfussi är en fjärilsart som beskrevs av Turati 1907. Apamea standfussi ingår i släktet Apamea och familjen nattflyn. Inga underarter finns listade i Catalogue of Life.